# Neophyte Records
Neophyte Records je nizozemska producentska kuća osnovana 1999. i specijalizirana je za Hardcore Techno/Gabber glazbu. Prvo CD izdanje je izašlo u travnju 2001. pod nazivom Neophyte - At War. Prvih dvanaest izdanja još uvijek imaju izvorni Neophyteov zaštitni znak na omotima albuma. Poslije toga, novi zaštitni znak je posebno oblikovan za producentsku kuću radi različitosti Neophytea i Neophyte Recordsa. Pod ugovorom producentske kuće nalazi se nekoliko poznatih DJ-eva. 2004. Neophyte Records je osnovao svoju podizdavačku kuću Symp.tom.

## Izvođači
- Chaosphere
- DJ Dazzler
- DJ Panic
- Evil Activities
- Masters Of Ceremony
- Neophyte
- Nexes
- Tha Playah
- Proto X

## Vanjske poveznice
- Neophyte Records diskografija
- Službena stranica Neophyte Recordsa